# Jui Micue
Jui Micue (由比 光衛; Hepburn: Mitsue Yui; Sikoku Tosa han 1860. november 27. – 1940. szeptember 18.) a Japán Birodalmi Hadsereg tábornoka volt, és sok fontos hadjáratban részt vett. Ő irányította az 1918 és 1922 közötti szibériai intervenció japán csapatait és a hadjárat sikertelen befejezése után nyugállományba vonult.

## Élete
1860. november 27-én született Sikoku szigetén, a mai Kócsi prefektúra területén. A Japán Császári Katonai Akadémiát 1882-ben végezte el, a Vezérkari Akadémiát pedig 1891-ben. Ezután a Császári Főparancsnokságon szolgált mint vezérkari tiszt.
Az első kínai–japán háború és a bokszerlázadás alatt vezérkari beosztásban szolgált és komoly hírnévre tett szert mint tehetséges tiszt. 1895 és 1898 között katonai attaséként szolgált Nagy-Britanniában. Hazatérte után az 5. hadosztály vezérkari főnökévé nevezték ki.
Az orosz–japán háború kitörése után ezredesként a Második Hadsereghez osztották be, Oku Jaszutaka tábornok alá mint a vezérkari főnök helyettesét. A mukdeni csatában a 8. hadosztály vezérkari főnökeként vett részt, és szerzett magának ismertséget.
1907-ben vezérőrnaggyá léptették elő, és a Japán Császári Hadsereg Központi Vezérkarához került, ahol Oku Jaszutaka tábornok alatt szolgált a műveleti osztályon. 1914-ben altábornaggyá léptették elő és a Vezérkari Akadémia igazgatója lett az első világháború idejére.
A világháború vége után előbb a 15. hadosztály, majd a Császári Testőrség parancsnoka lett mielőtt kinevezték volna a Szibériai Expedíciós Haderő vezérkari főnökévé, 1918-ban. A következő évben Juit tábornokká léptették elő, és 1919 és 1922 között a csingtaoi helyőrség parancsnoka lett. 1923-ban nyugállományba vonult. 1940. szeptember 18-án halt meg.

### Fordítás
- Ez a szócikk részben vagy egészben  a   Yui Mitsue című angol Wikipédia-szócikk ezen változatának fordításán alapul.  Az eredeti cikk szerkesztőit annak laptörténete sorolja fel. Ez a jelzés csupán a megfogalmazás eredetét és a szerzői jogokat jelzi, nem szolgál a cikkben szereplő információk forrásmegjelöléseként.